# Flugplatz Karasburg

i7
i11
i13
Der Flugplatz Karasburg (IATA-Code: KAS, ICAO-Code: FYKB) ist der Flugplatz der Gemeinde Karasburg in Namibia. Der Flugplatz liegt rund zwei Kilometer nördlich von Karasburg an der Nationalstraße B3 und besitzt eine 1503 und eine 838 Meter lange Start- und Landebahn. 
Der Flugplatz wird nicht kommerziell genutzt.